# Marwa Elselehdarová
Marwa Elselehdarová (arabsky مروة السلحدار,  Marwa El-Selehdar) je historicky první Egypťanka, která se po absolvování Arabské akademie pro vědu, technologii a námořní dopravu (الأكاديمية العربية للعلوم والتكنولوجيا والنقل البحري) stala námořní důstojnicí, jíž bylo svěřeno velení lodě. Její jméno se do povědomí světové veřejnosti dostalo poté, co byla na přelomu března a dubna 2021 na sociálních sítích falešně obviněna z toho, že zavinila zablokování dopravy v Suezském průplavu.

## Životní příběh
Marwa Elselehdarová se narodila v Egyptě po roce 1990 (zdroje z počátku dubna 2021 neuváděly její datum narození, pouze věk 29 let). Inspirována svým bratrem, rozhodla se studovat stejnou školu jako on  – Arabskou akademii pro vědu, technologii a námořní dopravu (anglicky Arab Academy for Science, Technology & Maritime Transport, AASTMT), jejímž zřizovatelem a provozovatelem je Liga arabských států. Zapsala se ke studiu na katedře mezinárodní dopravy a logistiky, mnohem více ji však lákal obor, který studoval její bratr -  námořní doprava a technologie. Problém byl v tom, že na tento obor nebyly dosud přijímány ke studiu ženy. Marwa, kterou v jejím úmyslu podpořili její rodiče i bratr, si podala žádost k vedení akademie a to po přezkoumání právních otázek rozhodlo, že nic nebrání tomu, aby se mohla přihlásit ke studiu uvedeného oboru.

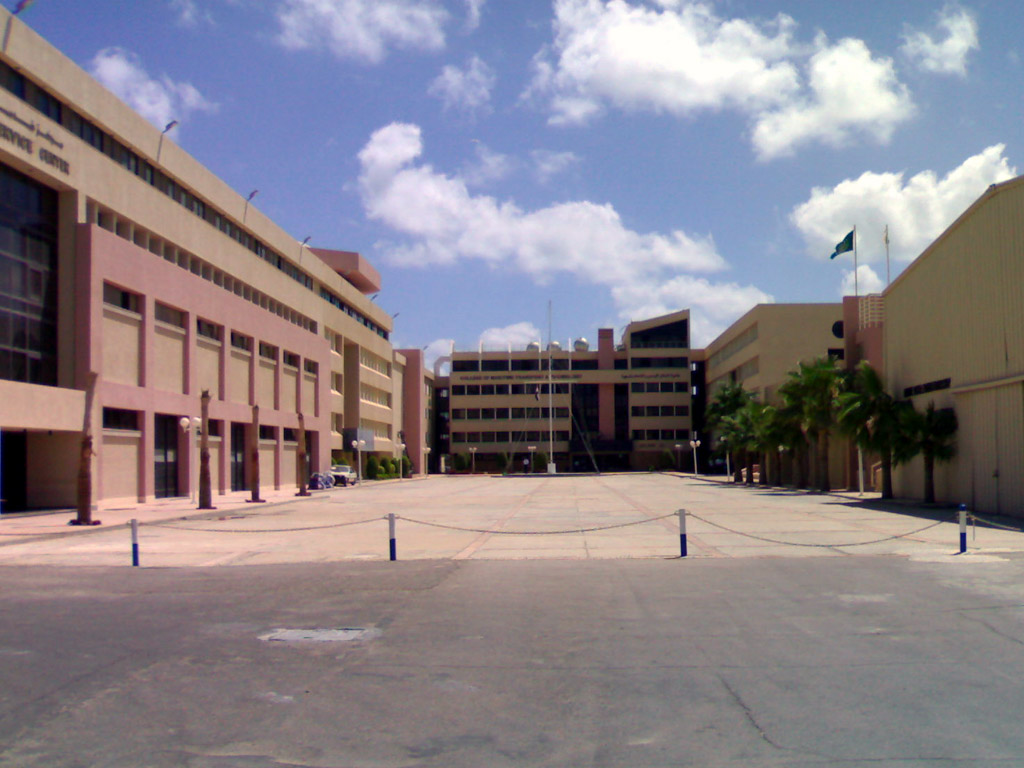
Areál námořní akademie v egyptské Alexandrii

Marwa musela zpočátku čelit značné nedůvěře i šikaně ze strany svých spolužáků a zejména pak starších námořníků během praktického výcviku, avšak počáteční problémy překonala a posléze si získala respekt svého okolí. Na námořní akademii promovala v roce 2013 a nastoupila v hodnosti druhého důstojníka na cvičnou loď egyptského námořnictva Aida IV, jejímž domovským přístavem je Alexandrie.
V roce 2015 se jí dostalo cti, že pod jejím velením loď Aida IV při slavnostním ceremoniálu proplula jako vůbec první plavidlo tehdy nově rozšířeným Suezským průplavem. Marwa Elselehdarová svým příkladem inspirovala řadu dívek a žen ve světě, které ji následovaly. U příležitosti Mezinárodního dne žen v roce 2017 předal egyptský prezident Abd al-Fattáh as-Sísí Marwě Elselehdarové za její cílevědomé úsilí ocenění.

## Oběť fake news
Na přelomu března a dubna 2021 se na internetu objevila falešná obvinění, že to byla Marwa Elselehdarová, kdo 23. března 2021 zavinil komplikované zablokování dopravy v Suezském průplavu pomocí obří kontejnerové lodě Ever Given, plující pod panamskou vlajkou. Ve skutečnosti byla Marwa se svou lodí v dané době od místa nehody stovky kilometrů daleko. Falešným zprávám předcházel anglicky psaný článek, který vyšel v saúdskoarabských novinách Arab News 20. března 2021, respektive v akualizované verzi 22. března 2021. V článku však nebyly o Marwě Elselehdarové žádné negativní informace, naopak zde byly vyzdviženy její zásluhy a cílevědomé úsilí při uskutečňování jejího životního snu. Za pomlouvačnou kampaní stály různé uživatelské účty na internetu, včetně falešných účtů, založených pod Marwiným jménem. Tyto pomluvy se navíc objevily v době, kdy se Marwa Elselehdarová připravovala na složení kapitánských zkoušek, plánovaných na květen 2021. Nepodařilo se zjistit, kdo se za pomlouvačnou kampaní skrýval, Marwa Elselehdarová vyslovila pouze domněnku, že důvodem mohla být její egyptská národnost nebo to, že je žena.